# Otto Breg
Otto Breg (* 27. November 1949 in Bruck an der Mur, Steiermark; † 3. Januar 2010 in Braunau am Inn, Oberösterreich) war ein österreichischer Gewichtheber und Bobsportler.
Breg startete seine sportliche Karriere als Gewichtheber. Dabei gewann er diverse nationale Meistertitel.
Später wechselte er zum Bobsport. Als Anschieber im Viererbob gewann er weitere österreichische Titelkämpfe. International trat er bei den Olympischen Winterspielen 1976 in Innsbruck im Team von Werner Delle Karth an. Nach vier Läufen belegte der Bob „Österreich II“ den sechsten Rang.
Anschließend gründete Breg ein Technisches Büro für Elektrotechnik und war er als Lehrer an der HTL Braunau tätig. Dort engagierte er sich auch im Bereich des Rollhockeys und Motorsports. Er trat auch selbst bei diversen Motorradrennen an.
Breg starb im Alter von 60 Jahren im Januar 2010 in seiner Wahlheimat Braunau am Inn.